# Sisowath Kossamak
La princesse Sisowath Kossamak Nearirath Serey Vatthana, née le 9 avril 1904, (khmer : ព្រះមហាក្សត្រិយានី ស៊ីសុវត្ថិ មុនីវង្ស កុសុមៈ នារីរ័ត្ន à Phnom Penh, est reine consort du Cambodge de 1955 à 1960 en tant qu'épouse du roi Norodom Suramarit, puis reine régente. Fille du roi Sisowath Monivong, elle est également la mère du roi Norodom Sihanouk. Elle est décédée le 27 avril 1975 à Pékin en Chine.

## Biographie
En 1920 la princesse Preah Mahaksatriyani Sisowath Monivong Kossamak épouse le cousin de son père, Norodom Suramarit. De leur union naît le 31 octobre 1922, un fils, Norodom Sihanouk, qui deviendra une figure dominante de la vie politique de son pays dans la seconde moitié du XXe siècle.
Durant sa vie elle aurait été généreuse envers les pauvres et se serait consacré au bien-être de la nation. Elle joua un rôle de représentation prépondérant, qui confirma sa grande popularité, durant le règne de son fils. Toutefois sa renommée fut quelque peu souillée, en 1965, lorsqu'un journal américain publia des propos qui l'accusèrent d'avidité et d’implications dans des affaires douteuses. Cet incident a conduit à l'attentat de l'ambassade américaine à Phnom Penh, ce qui décida le roi Norodom Sihanouk à rompre les relations diplomatiques avec les États-Unis[réf. nécessaire].
Le 3 avril 1960, le roi Suramarit décède des suites d’une longue maladie.
Sachant que la succession ne se réglera pas rapidement, Sihanouk persuade son oncle, le prince Monireth, par ailleurs frère de Kossamak, de diriger un conseil de régence en attendant la désignation d’un nouveau monarque. En fait, le fils du roi disparu n’est pas désireux de remonter sur le trône qu'il avait laissé à son père en 1955 (il ne reprendra officiellement le titre de roi qu'après 1993) et ne voit personne en qui il peut avoir suffisamment confiance pour le laisser prendre la couronne. Une possibilité, appuyée par Monireth, aurait été de choisir Kossamak. Elle n’a alors que 53 ans, est en bonne santé et a un sens aiguisé de la politique. Toutefois, bien que des femmes aient déjà régné sur le Cambodge, la dernière ayant été Ang Mey, couronnée en 1834 avec la bienveillance des autorités annamites, il aurait fallu modifier la constitution pour permettre à une femme d'accéder au trône,. D'autre part, outre que l’opposition de la reine à la liaison de longue date de son fils avec Monique Izzi n’était un secret pour personne, le prince semblait vouloir échapper à l'influence de sa mère, ou au moins la limiter, plutôt que de la renforcer en la laissant régner. Finalement, Norodom Sihanouk conserve son poste de chef de l’État du royaume du Cambodge alors que Kossamak reste au palais royal et a pour mission d’incarner l'institution monarchique. Elle demeure avec les regalia, les astrologues et le corps du ballet royal.

Statue de cire de la reine Sisowath Kossamak, gardienne, de 1960 à 1970, des traditions monarchiques d'un royaume sans roi.

Lors du coup d'État du 18 mars 1970, à l'instigation du prince Sisowath Sirik Matak et avec la bienveillance des États-Unis, Lon Nol dépose Norodom Sihanouk. De ce fait, la reine consort est contrainte de quitter le palais royal, par le nouveau gouvernement. Elle est assignée à résidence, dans une villa de la banlieue de Phnom Penh. Pour des raisons de santé en 1973, elle est autorisée à rejoindre son fils à Pékin en Chine, où elle décède, deux années plus tard[réf. souhaitée].

## Généalogie
|  |                      |  |  |  |  |  |  |  |  |  |  |  |  |  |  |  |
|  | Ang Duong            |  |  |  |  |  |  |  |  |  |  |  |  |  |  |  |
|  |                      |  |  |  |  |  |  |  |  |  |  |  |  |  |  |  |
|  |                      |  |  |  |  |  |  |  |  |  |  |  |  |  |  |  |
|  | Sisowath du Cambodge |  |  |  |  |  |  |  |  |  |  |  |  |  |  |  |
|  |                      |  |  |  |  |  |  |  |  |  |  |  |  |  |  |  |
|  |                      |  |  |  |  |  |  |  |  |  |  |  |  |  |  |  |
|  | Neang Pou            |  |  |  |  |  |  |  |  |  |  |  |  |  |  |  |
|  |                      |  |  |  |  |  |  |  |  |  |  |  |  |  |  |  |
|  |                      |  |  |  |  |  |  |  |  |  |  |  |  |  |  |  |
|  | Sisowath Monivong    |  |  |  |  |  |  |  |  |  |  |  |  |  |  |  |
|  |                      |  |  |  |  |  |  |  |  |  |  |  |  |  |  |  |
|  |                      |  |  |  |  |  |  |  |  |  |  |  |  |  |  |  |
|  | Van                  |  |  |  |  |  |  |  |  |  |  |  |  |  |  |  |
|  |                      |  |  |  |  |  |  |  |  |  |  |  |  |  |  |  |
|  |                      |  |  |  |  |  |  |  |  |  |  |  |  |  |  |  |
|  | Sisowath Kossamak    |  |  |  |  |  |  |  |  |  |  |  |  |  |  |  |
|  |                      |  |  |  |  |  |  |  |  |  |  |  |  |  |  |  |
|  |                      |  |  |  |  |  |  |  |  |  |  |  |  |  |  |  |
|  | Norodom du Cambodge  |  |  |  |  |  |  |  |  |  |  |  |  |  |  |  |
|  |                      |  |  |  |  |  |  |  |  |  |  |  |  |  |  |  |
|  |                      |  |  |  |  |  |  |  |  |  |  |  |  |  |  |  |
|  | Norodom Hassakan     |  |  |  |  |  |  |  |  |  |  |  |  |  |  |  |
|  |                      |  |  |  |  |  |  |  |  |  |  |  |  |  |  |  |
|  |                      |  |  |  |  |  |  |  |  |  |  |  |  |  |  |  |
|  | Norodom Kanviman     |  |  |  |  |  |  |  |  |  |  |  |  |  |  |  |
|  |                      |  |  |  |  |  |  |  |  |  |  |  |  |  |  |  |
|  |                      |  |  |  |  |  |  |  |  |  |  |  |  |  |  |  |
|  | Sao                  |  |  |  |  |  |  |  |  |  |  |  |  |  |  |  |
|  |                      |  |  |  |  |  |  |  |  |  |  |  |  |  |  |  |
|  |                      |  |  |  |  |  |  |  |  |  |  |  |  |  |  |  |
|  | Sao Sambhat          |  |  |  |  |  |  |  |  |  |  |  |  |  |  |  |
|  |                      |  |  |  |  |  |  |  |  |  |  |  |  |  |  |  |
|  |                      |  |  |  |  |  |  |  |  |  |  |  |  |  |  |  |
|  | Yura Varman          |  |  |  |  |  |  |  |  |  |  |  |  |  |  |  |
|  |                      |  |  |  |  |  |  |  |  |  |  |  |  |  |  |  |
|  |                      |  |  |  |  |  |  |  |  |  |  |  |  |  |  |  |

## Honneur étranger
La princesse Sisowath Kossamak est récipiendaire honoraire, en 1964, de la distinction de ordre de la Couronne du Royaume malaisien.